# Elisabet Strid
Elisabet Strid, nacida en Malmö (Escania, Suecia) en 1976. Soprano sueca.
Elisabet Strid se formó musicalmente en la Operahögskolan (Escuela Superior de Ópera) de Estocolmo entre los años 2000 y 2004. Ha sido sucesivamente becada por la Sociedad Wagneriana de Suecia (Svenska Wagnerförbundets Bayreuthstipendium), por el "Jenny Lindstipendiet" y el "Christina Nilssonsstipendiet".
Ya durante su formación operística debutó como “Byrgitta” en la ópera del mismo nombre de Carl Unander-Scharins, con la Vadstena-Akademien (2003). Posteriormente, debutaría en la Ópera Real de Estocolomo (Kungliga Operan) en el papel de Antonia en Los Cuentos de Hoffman, de Offenbach. Recién finalizados sus estudios, pasó a formar parte de la Ópera de Norrland, en Umeå, en la cual cantó el personaje de Liu de la Turandot de Puccini en 2005. Esta representación fue filmada por la Televisión Sueca.
El gran éxito que tuvo en su interpretación del rol protagonista de Rusalka en la Ópera de Norrland el año 2006 le supuso la concesión del Premio otorgado por la publicación operística sueca “Tidskriften Opera”, el año 2006.
Dentro del repertorio wagneriano, debutó en la Ópera Nacional de Letonia, en Riga con el papel de Sieglinde en la ópera Die Walküre, el año 2007. El año 2008 debutó en el estreno de la ópera de Mats Larsson Gothe "Poet and Prophetess", cantando el papel de Ingrid Skeppsbro.
Elisabet Strid cantó en 2009 el rol de Ellen Orford en la Ópera de Benjamin Britten Peter Grimes, también en la Ópera de Norrland. Posteriormente, en 2010, cantó además el papel de Elisabeth en Tannhäuser de Wagner en la Ópera de Noruega.
Durante el bienio 2010-2011 canta Strid con gran éxito en la Ópera Nacional de Finlandia diversos papeles como los de Rusalka, Madama Butterfly y Giorgetta en Il Tabarro. Retornó además a la Ópera Nacional de Letonia cantando Gutrune en Götterdämmerung. En 2012 interpreta Rusalka en la Ópera de Gotemburgo y los roles wagnerianos de Sieglinde y Elisabeth en la Deutsche Oper am Rhein en Düsseldorf.
En 2013 se produce su debut en el Festival de Bayreuth, cantando el papel de Freia en Das Rheingold, dentro del ciclo Der Ring des Nibelungen que dirigió musicalmente Kiril Petrenko y escenográficamente Frank Castorf, y posteriormente debutó como Senta en Der fliegende Holländer en la Ópera de Michigan, en la ciudad de Detroit. El mes de abril de 2015 interpreta por primera vez el papel de Brünhilde en las representaciones de la ópera Siegfried que se dieron en la ciudad de Leipzig.